# 로베르틀란디 시몬
로베르틀란디 시몬 아티에스(스페인어: Robertlandy Simón Aties,  1987년 6월 11일~)는 쿠바의 배구 선수이다.

## 수상

### 단체 수상

#### 국가대표팀
- 쿠바 배구 국가대표팀 (2005-2010),  (2019-)
  - 세계 선수권 대회
    -  준우승 (1회) : 2010

  - 그랜드챔피언스컵
    -  준우승 (1회) : 2009

#### 개인 클럽
- 안산 OK저축은행 러시앤캐시 (2014-2016)
  - V-리그
    - 정규리그
      -  2위 (2회) : 2014-15,  2015-16

    - 챔피언결정전
      -  우승 (2회) : 2014-15,  2015-16

- 사다 크루제이루 (2016-2018)
  -  FIVB 남자 배구 클럽 세계 선수권
    -  우승 (1회) : 2016
    -  3위 (1회) : 2017

  - 브라질 남자 배구 리그
    -  우승 (2회) : 2016-17,  2017-18

- 쿠치네 루베 치비타노바 (2018-)
  -  FIVB 남자 배구 클럽 세계 선수권
    -  준우승 (1회) : 2018

  -  CEV 남자 배구 챔피언스리그
    -  우승 (1회) : 2018-19

  - 이탈리아 남자 배구 리그
    -  우승 (1회) : 2018-19

### 개인 수상

#### 국가대표팀
- FlVB 월드베스트: 2007, 2009, 2010, 2011, 2012, 2013, 2014, 2016, 2017, 2018 (10)

#### 개인 클럽
- 유럽클럽챔피언십베스트:2009, 2010, 2012, 2014, 2018 (5)

- 베스트미들블로커:1위2008, 2009, 2010, 2014, 2016, 2017 (6)

- 베스트미들블로커2위:2007, 2011, 2012, 2013, 2015, 2018 (6)

- V리그 서브왕: 2014-15, 2015-16

- 브라질리그 서브왕: 2016-17

- 쿠바올해의선수상: 2006, 2008, 2009, 2010, 2014, 2016, 2017 (7)

- 베스트스파이커: 2009, 2012, 2016 (3)

- 트리플크라운 V리그 역대1위 (15)

- 클럽최우수선수상: 2009, 2014, 2015, 2017 (4)

- V리그 베스트 라이트공격수:2015-16

- 남미올해의선수상:2005, 2007, 2011, 2018 (4)

- 피아첸차 최고의외국인선수상:2012

- V리그 최고의외국인선수상:2016

- V리그 최고의멀티플레이어상:2015-16

- V리그 최다득점자:2015-16

- V리그 최다블로킹:2015-16

- V리그 속공왕:2014-15, 2015-16 (2)

- 쿠바올해의신인상:2004, 2005 (2)

- 한국배구연맹 한일탑매치 MVP: 2015

- 한국배구연맹 챔피언결정전 MVP: 2015

- 판아메리칸 대회 베스트 미들블로커: 2007

- 월드그랜드 챔피언스컵 베스트 미들블로커: 2009

- 월드그랜드 챔피언스컵 서브왕: 2009

- 월드그랜드 챔피언스컵 최우수선수: 2009

- 노르세카 챔피언십 베스트 미들블로커: 2009

- 유럽 이달의 선수:2012년 5월, 2012년 6월, 2012년 8월.2012년 9월, 2012년 10월, 2012년 11월 , 2012년9월, 2013년1월, 2013년2월, 2013년3월, 2013년4월, 2013년5월, 2013년6월, 2013년9월, 2013년 10월, 2013년 11월, 2013년 12월, 2014년 1월, 2014년 3월, 2014년 4월, 2014년 5월, 2014년6월, 2014년7월, 2014년8월, 2014년9월, 2014년10월 (26)

## 한일 V-리그 탑매치MVP
2015년 한일 V-리그 탑매치에서 한국 V-리그 챔피언팀 안산 OK저축은행 러시앤캐시는 일본 V프리미어리그 우승팀 JT 선더스를 세트스코어 3:2로 이겼다. OK저축은행의 시몬은 양팀 통틀어 가장 많은 득점인 27점을 올리며 대회 MVP로 선정되었다.

## 챔피언결정전MVP
2016년 챔피언결정전에서 안산 OK저축은행 러시앤캐시는 천안 현대캐피탈 스카이워커스를 3승 1패로 누르고 작년에 이어 2년 연속 우승을 차지하였다. 시몬은 챔피언결정전 4경기에서 양팀 통틀어 가장 많은 120득점을 올리며 MVP(최우수선수)를 수상하였다.

## 발자취
- 2009년 쿠바 국가 대표로써 월드리그에 참가하여 쿠바를 4위로 이끌었으며,  시몬은 <베스트 블로커> 와 <베스트 스파이커>를 수상하였다.[4]
- 2010년 쿠바 국가 대표로써 세계배구선수권대회에 참가하여 쿠바를 준우승으로 이끌었으며,  시몬은 〈베스트 블로커〉를 수상하였다.
- 2014년 이탈리아 V-리그 팔라볼로 피아첸차의 센터로서 《클럽챔피언쉽》에 참가하여 〈베스트 미들블로커〉를 수상하였다.
- 2014년 8월 대한민국 V-리그 안산 OK저축은행 러시앤캐시에 입단하여 창단한지 2년밖에 안 된 팀을 2014 - 2015 시즌 정규리그 2위에 올려놓고,  챔피언결정전에서는 팀을 우승으로 이끌었다. 2014 - 2015 시즌 V-리그 베스트 7 라이트에 선정되었다. 2015년 한일 V-리그 탑매치에서도 팀을 우승으로 이끌며 MVP로 선정되었다.
- 2015년 무릎 수술을 받았음에도 불구하고 2015 - 2016 시즌에 참가하여 또다시 팀을 정규리그 2위에 올려놓고,  챔피언결정전에서 팀을 2년 연속 우승으로 이끌었다. 챔피언결정전에서 MVP로 선정되었다.
- 2016년 대한민국 V-리그 남자배구도 여자배구처럼 외국인 용병 몸값을 제한하는 트라이아웃 제도를 도입함에 따라,  세계 톱클래스인 시몬은 어쩔 수 없이 현대캐피탈의 오리올 카메호와 카타르 프로배구 팀인 엘자이시로 동반 이적했다.[5][6]

## 업적과 평가
배구선수중 개인수상 최다수상자 배구계의 호날두로 불리는 세계최고센터 시몬
쿠바배구국가대표팀의 간판스타 2009년 월드리그 4강에 견인하고 2010년(FlVB)국제연맹 세계선수권대회
준우승까지 견인시킨 명실상부 세계최고센터 삼성화재의 연속우승을 저지하고 2년의 국내활동 기간 동안 V-리그를 제패하기도 하였다.
- 시몬은 2014 - 2015 시즌 정규리그에서 득점 2위,  공격성공률 3위,  블로킹 2위,  서브 1위,  속공 1위를 기록하였으며,  트리플 크라운(후위공격 3개이상,  블로킹 3개이상,  서브에이스 3개이상을 모두 성공시키는 것)은 5개로 1위를 기록하였다.
- 2015 - 2016 시즌 정규리그에서는 득점 2위,  공격성공률 2위,  블로킹 1위,  서브 2위,  후위 2위,  속공 1위,  퀵오픈 1위를 기록하였으며,  트리플 크라운은 정규리그에서 9개,  플레이오프에서 1개를 기록하여 총 10개로 1위를 기록하였다. 트리플 크라운은 작년 시즌과 합쳐 총 15개로 역대 1위의 기록이다.[7][8]
- 2시즌 동안 정규시즌 70경기에 나서 총 1962득점을 기록하였다.[9]
- 2시즌만에 정규시즌에서 서브에이스 총 152개를 기록하여 V-리그 역대 7번째로 서브에이스 150개를 돌파하였으며,  최단기간 서브에이스 150개 돌파라는 기록을 세웠다.[10]
- 외국인 선수 최초로 블로킹 1위를 달성하였으며,  한 세트 최다 서브에이스 7개를 기록하였다.[11]
- 외국인 선수 최초로 특별송별회의 주인공이 되었으며,  안산시에서는 시몬을 명예 안산 시민으로 임명하였다.[12][13][14][15]
- 외국인 선수 최초로 OK 저축은행의 직원이 되었다.[16]
- 특히,  시몬의 등번호 13번은 영구결번되었다.[17][18]